# Підсумовуючі функції
Підсумовуюча функція  — функція, що ставить у відповідність ряду {\displaystyle S} його значення {\displaystyle f(S)}. Не “класичні” способи для встановлення відповідності ряд–число використовуються в регуляризаціях, теорії чисел (Аналітичне продовження дзета-функції Рімана) та інших областях математики та фізики.

## Обґрунтування
Важливо розуміти, що знак рівності в, наприклад, {\displaystyle \sum _{n=1}^{\infty }n=-{\frac {1}{12}}}не означає, що сума натуральних чисел {\displaystyle 1+2+3+4+\cdots } прямо дорівнює від’ємному дробовому числу.
Визначити суму ряду як границю часткових сум (класичне визначення) було доволі природно, але таке визначення не може дати числовий результат для багатьох рядів (як у прикладі вище).
Альтернативні підсумовуючі функції та поняття регуляризацій в цілому буде легше сприймати, якщо “забути” про класичне визначення і намагатися прирівнювати ряди до чисел на підставі інших “подібностей”.
Розглядаючи ряд
{\displaystyle 1+2+4+8+\cdots }
можна помітити, що, якщо помножити його на 2 і додати 1, то ряд перейде в себе ж. Це цікава властивість і точно таку ж властивість має число −1, а інші числа  — ні (зверніть увагу, що при, наприклад, множенні на 4 і додаванні 3 висновок той же).
Це, звісно, не строге доведення, але такий приклад дає розуміння того, чому існують альтернативні підсумовуючі функціїю.

## Властивості
Для підсумовуючих функцій виконуються наступні властивості:
- Лінійність: якщо {\displaystyle \sum \limits _{n=0}^{\infty }a_{n}=A} і {\displaystyle \sum \limits _{n=0}^{\infty }b_{n}=B}, то  {\displaystyle \sum \limits _{n=0}^{\infty }(\alpha a_{n}+\beta b_{n})=\alpha A+\beta B}.

- Стабільність (інваріантність до зсуву): якщо {\displaystyle \sum \limits _{n=0}^{\infty }a_{n}=A}, то {\displaystyle a_{0}+\sum \limits _{n=1}^{\infty }a_{n}=A}[2].

- Регулярність: якщо {\displaystyle \sum \limits _{n=0}^{\infty }a_{n}=A} в класичному сенсі, то {\displaystyle \sum \limits _{n=0}^{\infty }a_{n}=A} і з іншою підсумовуючою функцією.

Залежно від поставленої мети допускається невиконання якоїсь умови вище, або накладання додаткових. Але виконання трьох згаданих вище умов уже достатньо, щоб вважати функцію підсумовуючою.

## Приклади

### Класичне підсумовування
У класичному визначенні шукаємо границю часткових сум. Тобто,
{\displaystyle \sum _{n=0}^{\infty }a_{n}=\lim _{m\to \infty }\sum _{n=0}^{m}a_{n}}.
Наприклад,
{\displaystyle \sum _{n=0}^{\infty }{\frac {1}{2^{n}}}=\lim _{m\to \infty }\sum _{n=0}^{m}{\frac {1}{2^{n}}}=\lim _{m\to \infty }{\frac {1-{\frac {1}{2}}^{m}}{1-{\frac {1}{2}}}}=2}.

### Підсумовування за Чезаро
У такому випадку шукаємо границю середнього арифметичного часткових сум. Тобто,
{\displaystyle \sum _{n=0}^{\infty }a_{n}=\lim _{m\to \infty }\sum _{n=0}^{m}{\frac {\sum _{k=0}^{n}a_{n}}{m+1}}}.
Наприклад,
{\displaystyle \sum _{n=0}^{\infty }(-1)^{n}=\lim _{m\to \infty }\sum _{n=0}^{m}{\frac {\sum \limits _{k=0}^{n}(-1)^{k}}{m+1}}=\lim _{m\to \infty }{\frac {2m+3+(-1)^{m}}{4m+4}}={\frac {1}{2}}}.

### Підсумовування за Пуассоном-Абелем
У такому випадку присвоюємо сумі значення за такою формулою:
{\displaystyle \sum \limits _{n=0}^{\infty }a_{n}=\lim _{x\to 1}\lim _{m\to \infty }\sum \limits _{n=0}^{m}a_{n}x^{n}}.
Наприклад,
{\displaystyle \sum _{n=1}^{\infty }(-1)^{n-1}n=\lim _{x\to -1}\lim _{m\to \infty }\sum _{n=1}^{m}nx^{n-1}=\lim _{x\to -1}{\frac {1}{(x-1)^{2}}}={\frac {1}{4}}}.